# 조선사
『조선사』(일본어: 朝鮮史 쵸센시[*])는 조선총독부가 편찬한 고대에서 1894년까지 한반도의 역사를 다룬 책이다. 전 6편 37권. 이것을 쓰기 위해 만들어진 단체가 조선사편수회다.
일본은 한일합방 직후부터 한반도 식민지화의 정당성을 입증하기 위해 한반도의 통사 편찬을 계획하고 쿠로이타 카츠미, 미우라 히로유키, 이마니시 류 등에게 검토를 개시하였다. 실제로 계획이 실행에 옮겨진 것은 1922년 중추원 산하에 "조선사편찬위원회"가 설치되고 이것이 1925년 칙령으로 조선사편수회로 개편된 이후이다. 편수회에는 상술한 일분 역사학자 뿐 아니라 이병도, 최남선, 이능화, 홍희 등 조선인 지식인도 41명 참여했다.
1932년부터 간행이 시작되어 1938년 본편 간행이 끝나고 1940년 색인이 완성되었다. 인용된 사료들 중 중요한 것은 『조선사료총간』, 『조선사료전집』으로 별도 간행되었다. 일본에서는 실증주의에 철저한 역사서라고 자평했지만 현대 한국에서는 식민지배를 대표하는 역사서로, 그 편찬에 참여한 조선인들은 전후 친일파로 규탄되었다.
일본 국립국회도서관 근대디지털라이브러리를 통해 전권 열람 가능하다.

## 내용
| - 권수(巻首): 총목록 - 제1편 - 조선 사료 - 일본 사료 - 지나 사료 - 제2편 - 신라 문무왕 9년(669년)-고려 태조 18년(935년) - 제3편 - 고려 태조 19년(936년)-선종 원년(1083년) - 고려 선종 2년(1084년)-의종 원년(1146년) - 고려 의종 2년(1147년)-고종 10년(1232년) - 고려 고종 11년(1233년)-충렬왕 5년(1278년) - 고려 충렬왕 6년(1279년)-충혜왕 원년(1330년) - 고려 충혜왕 2년(1331년)-폐왕 원년(1374년) - 고려 폐왕 2년(1375년)-고려 공양왕 4년(1391년) - 제4편 - 조선 태조 원년(1392년)-태종 10년(1410년) - 조선 태종 11년(1411년)-세종 5년(1422년) - 조선 세종 6년(1423년)-세종 24년(1441년) - 조선 세종 25년(1442년)-세조 12년(1466년) - 조선 세조 13년(1467년)-연산군 3년(1496년) - 조선 연산군 4년(1497년)-중종 10년(1515년) | - - 조선 중종 11년(1516년)-중종 35년(1540년) - 조선 중종 36년(1541년)-선조 4년(1570년) - 조선 선조 5년(1571년)-선조 25년(1591년) - 조선 선조 26년(1592년)-선조 41년(1608년) - 제5편 - 조선 광해군 즉위년(1608년)-인조 3년(1625년) - 조선 인조 4년(1626년)-인조 15년(1637년) - 조선 인조 16년(1638년)-효종 8년(1657년) - 조선 효종 9년(1658년)-현종 14년(1672년) - 조선 현종 15년(1673년)-숙종 15년(1689년) - 조선 숙종 16년(1690년)-숙종 36년(1710년) - 조선 숙종 37년(1711년)-영조 2년(1726년) - 조선 영조 3년(1727년)-영조 25년(1749년) - 조선 영조 26년(1750년)-영조 51년(1775년) - 조선 영조 52년(1776년)-정조 24년(1800년) - 제6편 - 조선 순조 즉위년(1800년)-순조 20년(1820년) - 조선 순조 21년(1821년)-헌종 6년(1840년) - 조선 헌종 7년(1841년)-철종 14년(1863년) - 조선 이태왕 즉위년(1863년)-이태왕 31년(1894년) - 총색인 |